# Castelo de Ham
O Château de Ham (também chamado forte ou fortaleza de Ham) é um castelo na comuna de Ham no departamento de Somme, em Picardia, na França.